# 路德海豚属
路德海豚属（学名：Rudicetus)是一种已灭绝的齒鯨，只包含R. squalodontoides一種物種，生存年代為距今1650萬-1800萬年前的中新世波爾迪階。本屬於2001年發表，其來自包含兩件發現於義大利薩蘭托的樣本，其頭骨接近對稱。在肯氏海豚科中，本屬形態與甘蓬海豚属最接近，但體形較小。本屬樣本的發現，確認了肯式海豚亞科（Kentriodontinae）在中新世除了北美洲與日本外，亦分布於地中海地區。

## 詞源
本屬學名中的Rudiae-來自義大利雷契附近一座接近樣本發現地點的古鎮，cetus則是鯨魚的拉丁文。